# Parent Airport
Parent Airport är en flygplats i Kanada.   Den ligger i regionen Mauricie och provinsen Québec, i den sydöstra delen av landet, 290 km norr om huvudstaden Ottawa. Parent Airport ligger 423 meter över havet. Den ligger vid sjöarna  Lac Du Tremblay och Lac Mauser.
Terrängen runt Parent Airport är huvudsakligen platt. Parent Airport ligger nere i en dal. Trakten runt Parent Airport är nära nog obefolkad, med mindre än två invånare per kvadratkilometer.. Närmaste större samhälle är Parent, 1,7 km söder om Parent Airport. 
I omgivningarna runt Parent Airport växer i huvudsak blandskog.